# Bataille du bois du Détroit
Guerre de Vendée
Batailles
La bataille du bois du Détroit a lieu le 6 décembre 1795 lors de la guerre de Vendée.

## Déroulement
Le lendemain de la bataille des Quatre Chemins de l'Oie, les troupes vendéennes de Charette tentent une embuscade à une colonne républicaine dans les bois du Détroit entre Saint-Martin-des-Noyers et La Ferrière. Mais l'attaque est trop précipitée et les Vendéens sont repoussés, abandonnant tout leur butin pris la veille à L'Oie. D'après Lucas de La Championnière, les Vendéens délivrent cependant deux femmes le même jour,. Selon René Bittard des Portes, il pourrait s'agir de Madame de Montsorbier et de sa sœur, Mademoiselle de Voyneau. Le lendemain du combat, Charette regagne Saligny.